# Jurij Sierbin
Jurij Władimirowicz Sierbin, ros. Юрий Владимирович Сербин (ur. w 1888 r. w guberni wołyńskiej w Rosji, zm. 10 marca 1964 r. w Buenos Aires) – rosyjski wojskowy (pułkownik), oficer Rosyjskiego Korpusu Ochronnego podczas II wojny światowej, emigracyjny publicysta.
Ukończył 1 korpus kadetów w Moskwie, zaś w 1908 r. konstantynowską szkołę artyleryjską. Służył w 23 baterii artylerii konnej, a następnie konno-górskim dywizjonie w kaukaskiej dywizji kawalerii. Brał udział w I wojnie światowej. W listopadzie 1914 r. został odznaczony Orderem Św. Jerzego za bitwę pod Łodzią. Na początku 1917 r. przeszedł kurs 1 stopnia przy nikołajewskiej akademii wojskowej, po czym w stopniu sztabskapitana został odkomenderowany do sztabu generalnego armii rosyjskiej. Następnie został pełniącym obowiązki szefa sztabu 5 kaukaskiej dywizji kawalerii. Na pocz. 1918 r. przyjechał do Jekaterynodaru, gdzie wstąpił do nowo formowanych wojsk białych. Uczestniczył w tzw. 1 Kubańskim Marszu Zimowym w szeregach byłego 1 Ochotniczego Oddziału Kubańskiego płk. Wiktora L. Pokrowskiego. Podczas tzw. 2 Kubańskiego Pochodu Zimowego zajmował funkcję szefa sztabu 1 brygady, a następnie dywizji kawalerii gen. W. L. Pokrowskiego. Od listopada 1919 r. pełnił funkcję generała dla specjalnych poruczeń przy sztabie Ochotniczej Armii Kaukaskiej. W 1920 r. na Krymie był szefem sztabu dywizji kawalerii Kozaków kubańskich gen. Nikołaja G. Babijewa. 30 września tego roku został ranny w ostrzale artyleryjskim, w wyniku którego zginął gen. N. G. Babijew. Po wyleczeniu zajmował funkcję szefa sztabu grupy konnej gen. Wiaczesława G. Naumienki. W poł. listopada 1920 r. wraz z wojskami białych ewakuował się na wyspę Lemnos. W 1921 r. zamieszkał w Królestwie SHS. Pracował w jugosłowiańskim dowództwie wojskowym w Sarajewie. Po zajęciu Jugosławii przez wojska niemieckie w kwietniu 1941 r., wstąpił do nowo formowanego Rosyjskiego Korpusu Ochronnego. Po zakończeniu wojny zamieszkał w Austrii, a następnie wyjechał do Argentyny. Współpracował z czasopismem wojskowym „Czasowoj”, w którym opublikował szereg artykułów historyczno-wojskowych.